# Настоятельский корпус Десятинного монастыря
Настоятельский корпус — памятник архитектуры. Расположен в Великом Новгороде на территории Десятинного монастыря, современный адрес дома — Десятинная улица, 18 корпус 7.
Двухэтажный прямоугольный (14,8 х 11,5 м) дом с вальмовой крышей построен в стиле классицизма в 1840-х годах. В 1890 году при игуменье Агнии здание капитально перестраивалось; сохранившийся корпус в основном относится к 1890 году. Здание кирпичное, оштукатуренное, окна прямоугольные, с наличниками, которые дополнительно декорированы замковыми камнями, карниз многопрофильный, раскрепованный над лопатками. Под окнами второго этажа находятся подоконные щиты прямоугольной формы, выше этих окон — стилизованные декоративные сандрики.
Ранее здание примыкало к церкви Рождества Богородицы Десятинного монастыря. При разрушении церкви частично был разрушен и настоятельский корпус, после войны его разбирали на кирпич местные жители, в связи с чем утрачена половина здания, часть стен и перекрытия. В 1978—1983 годах проведена реставрация под руководством Н. Н. Кузьминой, здание используется администрацией Новгородского отделения Художественного фонда.